# Bodrum FK
Bodrum Futbol Kulübü – turecki klub piłkarski mający swoją siedzibę w Bodrum. Występuje w TFF 1. Lig.

## Historia
Bodrum FK został założony w 1931 przez Dervişa Görgüna. W sezonie 2014/2015 będąc niepokonanym wygrali 7 grupę Bölgesel Amatör Lig i awansowali do TFF 3. Lig. W sezonie 2016/2017 wygrali w niej rozgrywki grupy B i wywalczyli awans do TFF 2. Lig. W sezonie 2021/2022 awansowali do TFF 1. Lig wygrywając baraże. W sezonie 2023/2024 zajęli 4. miejsce w lidze co pozwoliło im wziąć udział w barażach o Süper Lig. W nich odnieśli zwycięstwo, pokonując na swojej drodze Boluspor (2:0), Çorum FK (1:1; 0:0; k. 5:4) oraz Sakaryaspor (3:1).

## Stadion
Bodrum FK rozgrywa swoje mecze na Bodrum İlçe Stadyumu.

## Skład
Stan na 20 września 2024
| Nr | Poz. | Piłkarz                  |
| -- | ---- | ------------------------ |
| 1  | BR   | Diogo Sousa              |
| 4  | PO   | Erkan Değişmez (kapitan) |
| 7  | NA   | Zdravko Dimitrov         |
| 8  | PO   | Samet Yalçın             |
| 9  | NA   | George Pușcaș            |
| 10 | NA   | Kenan Özer               |
| 15 | OB   | Arlind Ajeti             |
| 16 | PO   | Fredy                    |
| 18 | PO   | Gabriel Obekpa           |
| 19 | NA   | Haqi Osman               |
| 20 | NA   | Pedro Brazão             |
| 21 | PO   | Ahmet Aslan              |
| 23 | OB   | Üzeyir Ergün             |
| 26 | PO   | Musah Mohammed           |
| 29 | OB   | Christophe Hérelle       |
| 33 | OB   | Ondřej Čelůstka          |

| Nr | Poz. | Piłkarz                                         |
| -- | ---- | ----------------------------------------------- |
| 34 | OB   | Ali Aytemur                                     |
| 41 | NA   | Gökdeniz Bayrakdar                              |
| 48 | NA   | Celal Dumanlı                                   |
| 53 | BR   | Gökhan Akkan                                    |
| 70 | NA   | Ege Bilsel                                      |
| 77 | OB   | Cenk Şen                                        |
| 91 | OB   | Enes Öğrüce                                     |
| 94 | OB   | Yusuf Sertkaya                                  |
| 99 | NA   | Taulant Seferi                                  |
|    | BR   | Rüzgar Adıyaman                                 |
|    | BR   | Kerem Ersunar                                   |
|    | OB   | Süleyman Özdamar                                |
|    | OB   | Murat Sipahioğlu                                |
|    | PO   | Tunahan Akpınar                                 |
|    | PO   | Taylan Antalyalı (wypożyczony z Galatasaray SK) |
|    | PO   | Mustafa Erdilman                                |

## Sukcesy
- TFF 3. Lig (1x): 2016/2017